# Agrișu de Jos
Agrișu de Jos – wieś w Rumunii, w okręgu Bistrița-Năsăud, w gminie Șieu-Odorhei. W 2011 roku liczyła 332 mieszkańców.